# Juan Carlos Fresnadillo
Juan Carlos Fresnadillo (ur. 5 grudnia 1967 na Teneryfie) – hiszpański reżyser, scenarzysta i producent filmowy.

## Życiorys
Urodził się na Wyspach Kanaryjskich. W 1985 wyjechał do Madrytu i rozpoczął studia filmowe. W 1987 założył firmę producencką i zaczął tworzyć filmy krótkometrażowe oraz reklamówki. W 1996 nakręcił czarno-białe Esposados, dwudziestominutową czarną komedię. Film otrzymał szereg nagród, był także nominowany do Oscara.
W długim metrażu debiutował psychologicznym thrillerem Intacto z Maxem von Sydowem w jednej z głównych ról. Gra on uratowanego z Holocaustu, organizującego w swoim kasynie nielegalne zakłady, w których stawką jest życie grającego. Fresnadillo zdobył za ten film prestiżową Goyę dla najlepszego debiutującego reżysera. W 2007 nakręcił 28 tygodni później, sequel 28 dni później Danny'ego Boyle'a.

## Reżyseria
- Esposados (1996, krótkometrażowy)
- Intacto (2001)
- 28 tygodni później (28 Weeks Later 2007)
- Intruzi (Intruders  2011)
- Dama (Damsel, 2024)